# Gmina Jerzmanowa
Gmina Jerzmanowa je polská vesnická gmina v okrese Hlohov v Dolnoslezském vojvodství. Sídlem gminy je ves Jerzmanowa.
Gmina má rozlohu 63,44 km² a zabírá 14,32% rozlohy okresu. Skládá se z 12 starostenství.

## Částí gminy
StarostenstvíBądzów, Gaiki, Jaczów, Jerzmanowa, Kurowice, Kurów Mały, Łagoszów Mały, Maniów, Modła, Potoczek, Smardzów, Zofiówka.
Sídlo bez statusu starostenstvíDrogomin

## Sousední gminy
Hlohov (městská gmina), Hlohov (vesnická gmina), Grębocice, Polkowice, Radwanice, Żukowice